# Linh trưởng mũi ướt

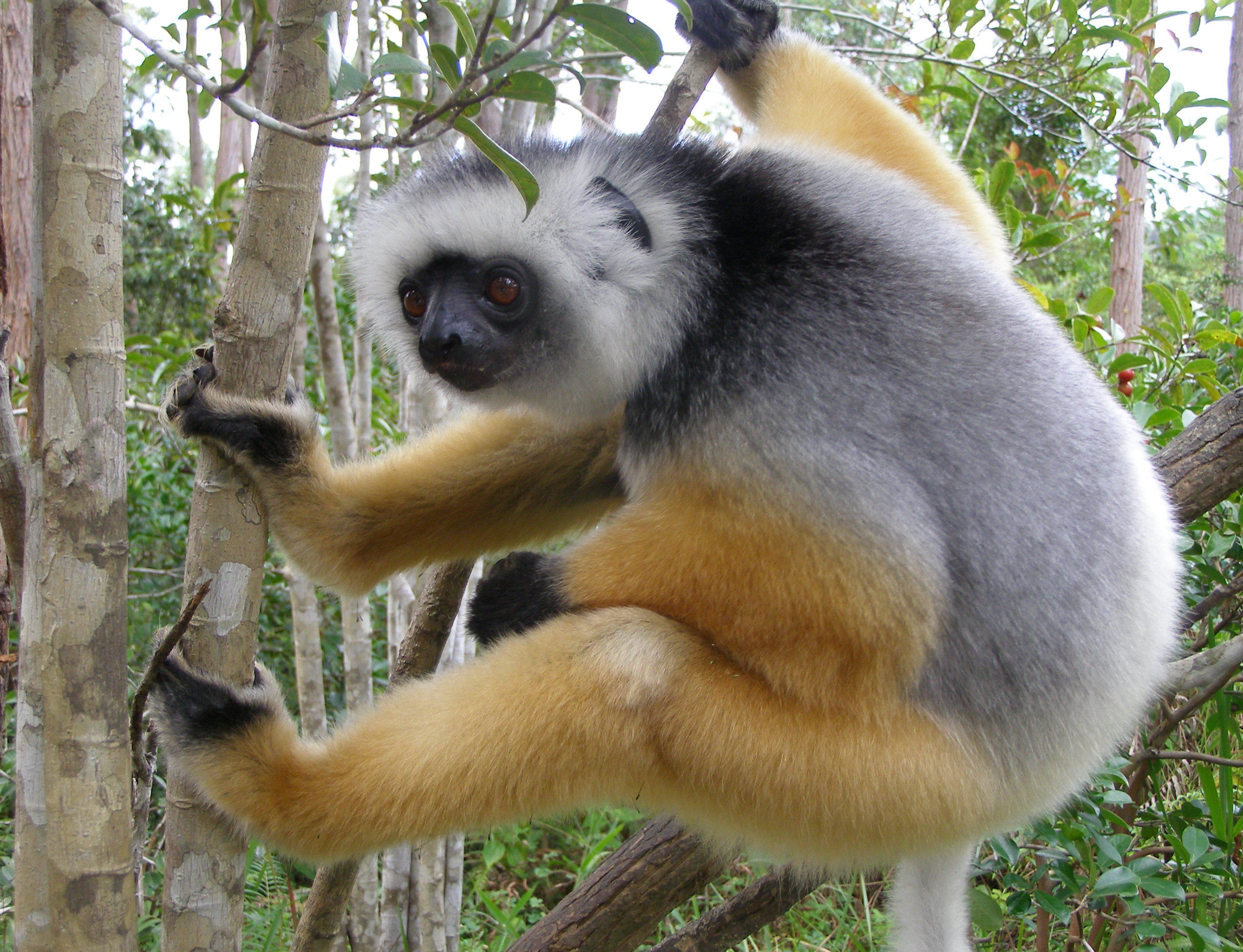

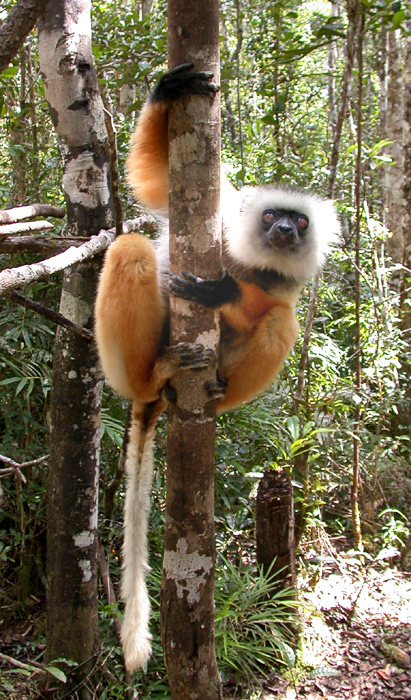

Linh trưởng mũi ướt (Danh pháp khoa học: Strepsirrhini hoặc Strepsirhini) là một phân bộ của loài linh trưởng bao gồm vượn cáo và các loài linh trưởng khác thuộc Bộ Bán hầu, trong đó bao gồm các loài vượn cáo ở Madagascar, galagos và pottos từ châu Phi, và các con culi chậm từ Ấn Độ và Đông Nam Á. Cũng thuộc thuộc phân bộ là Adapiforms, loài linh trưởng đã tuyệt chủng, một nhóm đa dạng và phổ biến mà phát triển mạnh trong thế Eocen (khoảng 56 đến 34 triệu năm trước [mya]) ở châu Âu, Bắc Mỹ, và châu Á, nhưng biến mất khỏi nhất của Bắc bán cầu vì khí hậu trở lạnh. Hai phân loại  hàng đầu cho sự phân chia thuộc phân loài linh trưởng sống Strepsirrhine vào một trong hai siêu họ (Lemuroidea và Lorisoidea) trong cận bộ (infraorder) vượn cáo hoặc vượn cáo và Lorisiformes. Ngày nay, nhóm Strepsirrhini đã loại trừ khỉ lùn Tarsier, mà bây giờ được nhóm vào thuộc phân bộ linh trưởng lớn khác là Haplorhini, cùng với những con khỉ không đuôi và vượn (Simians hoặc vượn người).

## Tổng quan
Nhóm linh trưởng Strepsirrhines được xác định bằng đặc điểm chiếc mũi ẩm ướt. Chúng cũng có một bộ não nhỏ hơn so với kích cỡ tương tự nhóm Simians, thùy khứu giác lớn để làm tốt chức năng ngửi và đánh hơi, một cơ quan để phát hiện kích thích tố, đôi mắt của chúng có chứa một lớp phản quang để cải thiện tầm nhìn ban đêm, và hốc mắt bao gồm một "chiếc nhẫn" khoang của xương xung quanh mắt. Nhóm Strepsirrhines tách ra từ các động vật linh trưởng thuộc nhóm Haplorhine gần ban đầu của cách xác định phân tích bức xạ mẫu vật linh trưởng từ 55 đến 90 mya.
Lemuriform nhóm loài linh trưởng có thể đã tiến hóa từ một trong hai nhóm cercamoniines hoặc sivaladapids. Hầu hết lemuriforms gồm các loài sống về đêm, trong khi hầu hết các loài trong nhóm Adapiforms này là loài sinh vật ban ngày. Cả hai nhóm đều đã sống và tuyệt chủng, chủ yếu cuộc sống dành cho việc cho ăn trái cây, lá, và côn trùng. Nhiều loài trong nhóm strepsirrhines ngày nay đang bị đe dọa do mất môi trường sống, săn bắn cho thịt rừng, và hay bị chụp hình trực tiếp và săn bắt cho việc buôn bán thú nuôi độc lạ.
Strepsirrhines và haplorhines tách ra ngay sau khi sự xuất hiện của các loài linh trưởng thật sự đầu tiên (euprimates). Mối quan hệ giữa euprimates, bộ nhiều răng, colugos, và plesiadapiformes là ít chắc chắn hơn. Strepsirrhines bao gồm các loài trong nhóm adapiforms đã tuyệt chủng và các loài linh trưởng lemuriform, trong đó bao gồm vượn cáo và lorisoids (lorises, pottos, và galagos). Các lemuriforms, và đặc biệt là loài vượn cáo ở Madagascar, thường được miêu tả không thích hợp là "hóa thạch sống" hay như ví dụ về "cơ bản", hay "thấp kém" và gọi là động vật linh trưởng bậc thấp (bộ bán hầu). Nguồn gốc của các loài linh trưởng này là sớm nhất, từ đó cả strepsirrhines và haplorhines (simians và khỉ lùn tarsier) phát triển còn là một bí ẩn. Cả hai nơi xuất xứ và các nhóm từ đó mà chúng đã tiến hóa là không chắc chắn và còn có nhiều ý kiến khác nhau.

## Đặc điểm
Các loài linh trưởng bao gồm cả loài nhỏ thân, sống chủ yếu vào ban đêm và ban ngày, và tất cả đều sống trên cây, với hai bàn tay và bàn chân đặc biệt thích nghi cho vận động trên các nhánh cây nhỏ. Strepsirrhines có một lớp phản chiếu trong mắt, gọi một lớp lucidum Tapetum rất nhạy cảm với ánh sáng, giúp chúng nhìn thấy tốt hơn vào ban đêm. Linh trưởng Strepsirrhine có bộ não chỉ bằng hoặc lớn hơn một chút về kích thước so với hầu hết các động vật có vú. Nhiều loài ăn đêm có đôi lớn, tai độc lập xoay chuyển các hướng, mặc dù có sự khác biệt đáng kể trong kích thước và hình dạng của kiểu tai giữa các loài. Trong nhóm vượn cáo thì khoang nhĩ, trong đó bao quanh tai giữa, được mở rộng để khuếch tán âm thanh tốt hơn.
Mặc dù bộ não tương đối nhỏ hơn so với các loài linh trưởng khác, loài vượn cáo đã được thực nghiệm chứng minh mức độ của khéo léo và kỹ thuật trong giải quyết vấn đề đó được so sánh với những cá thể được thấy trong nhóm vượn nhân hình (simians). Tuy nhiên, trí thông minh có tính xã hội của chúng khác nhau, thường nhấn mạnh trong nhóm cạnh tranh và hợp tác, trong đó có thể là do sự thích nghi với môi trường không thể đoán trước của chúng. Mặc dù loài vượn cáo đã không được quan sát đối tượng sử dụng những công cụ trong tự nhiên, chúng có thể được dạy dỗ và huấn luyện để sử dụng các đối tượng như các công cụ trong điều kiện nuôi nhốt và chứng tỏ một sự hiểu biết cơ bản về tính chất chức năng của các đối tượng mà chúng đang sử dụng.
Linh trưởng các loại thuộc nhóm này chủ yếu ăn các loại trái cây (kể cả hạt giống), lá (bao gồm cả hoa), và còn động vật săn mồi (chúng săn bắt các loài động vật chân đốt, vật có xương sống nhỏ, và trộm trứng). Chế độ ăn uống khác nhau rõ rệt giữa các loài strepsirrhine. Giống như các loài linh trưởng ăn lá khác (folivorous) thường ăn lá, một số strepsirrhines thể tiêu hóa chất xơ (cellulose) và hemicellulose. Một số loài trong nhóm strepsirrhines, chẳng hạn như các con galagos, và culi nhỏ nhắn mảnh mai chủ yếu ăn côn trùng, chúng ăn được cả côn trùng có độc.

## Nguy cơ
Các mối đe dọa đối mặt với các loài linh trưởng strepsirrhine rơi vào ba loại chính: Mất môi trường sống, bị săn bắn (đối với nhu cầu ăn thịt rừng hoặc y học cổ truyền), và bị bắt giữ, sưu tầm để trực tiếp xuất khẩu hoặc địa phương kỳ lạ buôn bán cho ngành kinh doanh thú nuôi độc lạ. Mặc dù việc săn bắt chúng thường bị cấm, nhung những luật lệ để bảo vệ chúng hiếm khi được thực thi nghiêm chỉnh và triệt để nên vấn nạn săn bắt trộm vẫn ngang nhiên diễn ra.

## Phân loài
Phân bộ Linh trưởng mũi ướt Strepsirrhini được một số hệ thống phân loại thành:
- -     - Họ incertae sedis †Azibiidae, †Djebelemuridae, †Plesiopithecidae
- Thứ bộ Lemuriformes
  - Liên họ Lemuroidea
    - Họ †Archaeolemuridae - Cheirogaleidae - Daubentoniidae - Indriidae - Lemuridae - Lepilemuridae - †Megaladapidae - †Palaeopropithecidae

  - Liên họ Lorisoidea
    -       - Chi incertae sedis: †Karanisia

    - Họ Galagidae - Lorisidae
- Thứ bộ †Adapiformes
  -     - Họ Adapidae – Notharctidae – Sivaladapidae